# Final de la Copa Mundial de Clubes de la FIFA 2013
La final de la Copa Mundial de Clubes de la FIFA 2013 fue el partido final de dicho torneo, organizado en Marruecos. Fue la décima final de la Copa Mundial de Clubes de la FIFA, campeonato disputado por los clubes ganadores de cada una de las seis confederaciones continentales, además del campeón de la liga de la nación local.
La final fue disputada entre el club alemán Bayern Múnich, en representación de la UEFA como el campeón reinante de la Liga de Campeones de la UEFA, y el club marroquí Raja Casablanca, en representación del país local como ganador de la Botola. Fue jugada en el estadio de Marrakech el 21 de diciembre de 2013.

## Enfrentamiento
| Bandera de Alemania | vs. | Bandera de Marruecos |
| Bayern Múnich 2     | vs. | Raja Casablanca 0    |
| ------------------- | --- | -------------------- |

## Antecedentes

### Bayern Múnich
Bayern Múnich clasificó al torneo como ganador de la Liga de Campeones de la UEFA 2012-13, tras derrotar 2-1 a Borussia Dortmund en la final. Ésta fue la primera vez que Bayern Múnich compitió en este certamen. Anteriormente, ganó dos veces la Copa Intercontinental, la predecesora de la Copa Mundial de Clubes de la FIFA, en 1976 y 2001. Llegó a la final del torneo después de derrotar al club chino Guangzhou Evergrande en las Semifinales.

### Raja Casablanca
Raja Casablanca ganó la Botola 2012-13 para obtener el cupo del torneo correspondiente al campeón local. Ésta fue la segunda vez que Raja Casablanca compitió en este certamen, ya que participó en la edición inaugural de 2000. Fue el segundo equipo que alcanzó la final de la competición (después de Corinthians en 2000) bajo la condición de ser el campeón nacional del país local, así como el segundo finalista africano (después de Mazembe en 2010). Llegó a la final del torneo tras derrotar al club neozelandés Auckland City en la eliminación preliminar, al mexicano Monterrey en Cuartos de final y al brasileño Atlético Mineiro en las Semifinales.

## Camino a la Final

### Bayern Múnich
| Fecha           | Fase        | Estadio                   | Local                | Resultado | Visitante     |
| --------------- | ----------- | ------------------------- | -------------------- | --------- | ------------- |
| 17 de diciembre | Semifinales | Estadio de Agadir, Agadir | Guangzhou Evergrande | 0 – 3     | Bayern Múnich |

|  |                           |
|  | Triunfo de Bayern Múnich. |

### Raja Casablanca
| Fecha           | Fase                   | Estadio                         | Local           | Resultado     | Visitante        |
| --------------- | ---------------------- | ------------------------------- | --------------- | ------------- | ---------------- |
| 11 de diciembre | Eliminación preliminar | Estadio de Agadir, Agadir       | Raja Casablanca | 2 – 1         | Auckland City    |
| 14 de diciembre | Cuartos de final       | Estadio de Agadir, Agadir       | Raja Casablanca | 2 – 1 (t. s.) | Monterrey        |
| 18 de diciembre | Semifinales            | Estadio de Marrakech, Marrakech | Raja Casablanca | 3 – 1         | Atlético Mineiro |

|  |                             |
|  | Triunfo de Raja Casablanca. |

## Partido
Si el encuentro terminaba en empate después del tiempo reglamentario, se jugaría una prórroga (2 partes de 15 minutos cada una) y, posteriormente, si fuera necesario, se lanzarían tiros desde el punto penal para determinar el equipo ganador.
| 21 de diciembre | Bayern Múnich                   | 2:0 (2:0) | Raja Casablanca | Estadio de Marrakech, Marrakech                          |                                                          |
| 19:30 (UTC±0)   | Dante 7' · Thiago Alcántara 22' | Reporte   |                 | Asistencia: 37 774 espectadores Árbitro(s): Sandro Ricci | Asistencia: 37 774 espectadores Árbitro(s): Sandro Ricci |

### Ficha del partido
| 1          | Guardameta     | Manuel Neuer     |     |
| 13         | Defensa        | Rafinha          |     |
| 17         | Defensa        | Jérôme Boateng   |     |
| 4          | Defensa        | Dante            |     |
| 27         | Defensa        | David Alaba      |     |
| 21         | Centrocampista | Philipp Lahm     |     |
| 11         | Centrocampista | Xherdan Shaqiri  | 80' |
| 6          | Centrocampista | Thiago Alcántara |     |
| 39         | Centrocampista | Toni Kroos       | 60' |
| 7          | Centrocampista | Franck Ribéry    |     |
| 25         | Delantero      | Thomas Müller    | 76' |
| Entrenador | Entrenador     | Pep Guardiola    |     |

| 61         | Guardameta     | Khalid Askri        |     |
| 3          | Defensa        | Zakaria El Hachimi  |     |
| 27         | Defensa        | Ismaïl Benlamaalem  |     |
| 16         | Defensa        | Mohamed Oulhaj      |     |
| 21         | Defensa        | Adil Kerrouchy      |     |
| 99         | Centrocampista | Issam Erraki        |     |
| 28         | Centrocampista | Kouko Guehi         |     |
| 8          | Centrocampista | Chems-Eddine Chtibi | 50' |
| 5          | Centrocampista | Mohsine Moutouali   |     |
| 18         | Centrocampista | Abdelilah Hafidi    | 88' |
| 20         | Delantero      | Mouhcine Iajour     | 78' |
| Entrenador | Entrenador     | Faouzi Benzarti     |     |

| 8  | Centrocampista | Javi Martínez   | 60' |
| 9  | Delantero      | Mario Mandžukić | 76' |
| 19 | Centrocampista | Mario Götze     | 80' |

| 24 | Centrocampista | Vianney Mabidé    | 50' |
| 17 | Defensa        | Rachid Soulaimani | 78' |
| 10 | Delantero      | Badr Kachani      | 88' |

| Anotado | 7'  | Dante            | 1–0 |
| Anotado | 22' | Thiago Alcántara | 2–0 |

| Amonestado | 55' | Mohamed Oulhaj    |
| Amonestado | 79' | Rachid Soulaimani |

| Árbitro             | Sandro Ricci        |
| Árbitros asistentes | Emerson de Carvalho |
| Árbitros asistentes | Marcelo van Gasse   |
| Cuarto árbitro      | Mark Geiger         |
| Quinto árbitro      | Sean Hurd           |

| 1          | Guardameta     | Manuel Neuer     |     |
| 13         | Defensa        | Rafinha          |     |
| 17         | Defensa        | Jérôme Boateng   |     |
| 4          | Defensa        | Dante            |     |
| 27         | Defensa        | David Alaba      |     |
| 21         | Centrocampista | Philipp Lahm     |     |
| 11         | Centrocampista | Xherdan Shaqiri  | 80' |
| 6          | Centrocampista | Thiago Alcántara |     |
| 39         | Centrocampista | Toni Kroos       | 60' |
| 7          | Centrocampista | Franck Ribéry    |     |
| 25         | Delantero      | Thomas Müller    | 76' |
| Entrenador | Entrenador     | Pep Guardiola    |     |

| 61         | Guardameta     | Khalid Askri        |     |
| 3          | Defensa        | Zakaria El Hachimi  |     |
| 27         | Defensa        | Ismaïl Benlamaalem  |     |
| 16         | Defensa        | Mohamed Oulhaj      |     |
| 21         | Defensa        | Adil Kerrouchy      |     |
| 99         | Centrocampista | Issam Erraki        |     |
| 28         | Centrocampista | Kouko Guehi         |     |
| 8          | Centrocampista | Chems-Eddine Chtibi | 50' |
| 5          | Centrocampista | Mohsine Moutouali   |     |
| 18         | Centrocampista | Abdelilah Hafidi    | 88' |
| 20         | Delantero      | Mouhcine Iajour     | 78' |
| Entrenador | Entrenador     | Faouzi Benzarti     |     |

| 8  | Centrocampista | Javi Martínez   | 60' |
| 9  | Delantero      | Mario Mandžukić | 76' |
| 19 | Centrocampista | Mario Götze     | 80' |

| 24 | Centrocampista | Vianney Mabidé    | 50' |
| 17 | Defensa        | Rachid Soulaimani | 78' |
| 10 | Delantero      | Badr Kachani      | 88' |

| Anotado | 7'  | Dante            | 1–0 |
| Anotado | 22' | Thiago Alcántara | 2–0 |

| Amonestado | 55' | Mohamed Oulhaj    |
| Amonestado | 79' | Rachid Soulaimani |

| Árbitro             | Sandro Ricci        |
| Árbitros asistentes | Emerson de Carvalho |
| Árbitros asistentes | Marcelo van Gasse   |
| Cuarto árbitro      | Mark Geiger         |
| Quinto árbitro      | Sean Hurd           |

| \| Estadísticas \| \| \| \| Tiros \| 11 \| 11 \| \| Tiros al arco \| 7 \| 5 \| \| Faltas \| 13 \| 17 \| \| Tiros de esquina \| 7 \| 2 \| \| Tiros libres \| 0 \| 0 \| \| Penales \| 0 \| 0 \| \| Fueras de juego \| 4 \| 3 \| \| Posesión del balón \| 73% \| 27% \| | Alineación inicial  |                      |
| Estadísticas | Bandera de Alemania | Bandera de Marruecos |
| Tiros | 11                  | 11                   |
| Tiros al arco | 7                   | 5                    |
| Faltas | 13                  | 17                   |
| Tiros de esquina | 7                   | 2                    |
| Tiros libres | 0                   | 0                    |
| Penales | 0                   | 0                    |
| Fueras de juego | 4                   | 3                    |
| Posesión del balón | 73%                 | 27%                  |

|                                                                       |
| Bandera de Alemania                                                   |
| Campeón Bayern Múnich                                                 |
| 1.er título 3.er título mundial considerando la Copa Intercontinental |